# آنری کزلیس

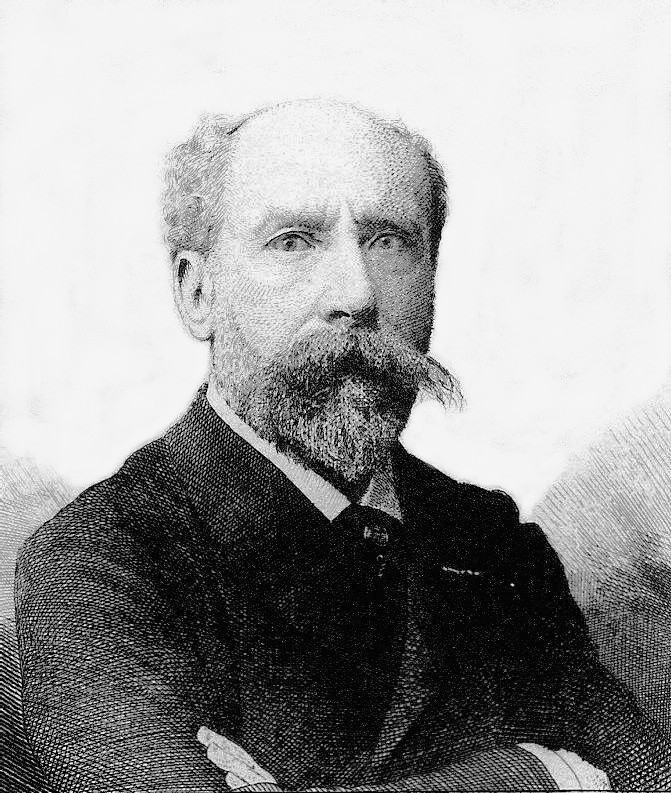
پرتره ژان لاهور کشیده شده توسط ریچارد دِلاس ریوس

آنری کزلیس (به فرانسوی: Henri Cazalis) زادهٔ کورمی-آن-پریزی (ول-دوآز) در ۹ مارس ۱۸۴۰ و درگذشت ژنو (سوئیس) در یکم ژوئیه ۱۹۰۹، پزشک و شاعر نمادگرای فرانسوی بود. او با نام‌های ژان کزلیس و به‌ویژه ژان لائور (لئور به تلفظ فرانسوی) شناخته می‌شد. آنری کزلیس در فرنه-ولتر به خاک سپرده شد.